# When Johnny Comes Marching Home

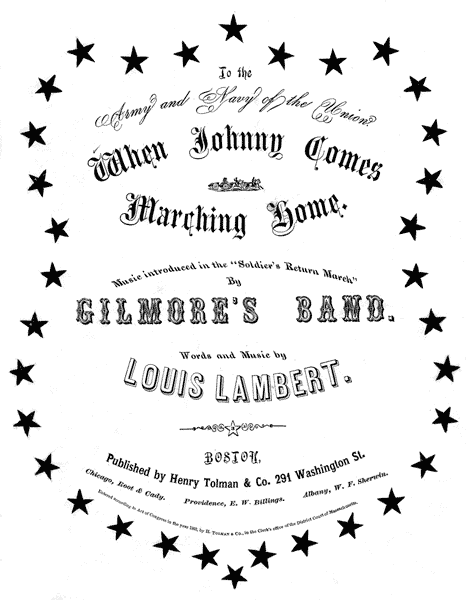
Cover, 1863

When Johnny Comes Marching Home ist ein amerikanisches Lied aus der Zeit des Sezessionskriegs.
In ihm wird die Sehnsucht nach der Rückkehr eines in den Krieg gezogenen Soldaten ausgedrückt. Der Text stammt von dem irisch-amerikanischen Kapellmeister Patrick Gilmore, der ihn unter dem Pseudonym Louis Lambert 1863 inmitten des amerikanischen Bürgerkriegs veröffentlichte und in welchem es von beiden Seiten gesungen wurde. Von da an wurde es bei allen Kriegen von Amerikanern gesungen. Es fand Verwendung in vielen Filmen, wie Dr. Seltsam oder: Wie ich lernte, die Bombe zu lieben, Vom Winde verweht, Der große Diktator, Yankee Doodle Dandy, Stalag 17, Antz, Der Glückspilz, Jonah Hex und Stirb langsam: Jetzt erst recht.
Die Melodie wird heute auch von dem Lied Johnny I Hardly Knew Ye verwendet, welches aber ursprünglich eine andere Melodie hatte. Fälschlicherweise wird oft auch angenommen, When Johnny Comes Marching Home basiere auf Johnny I Hardly Knew Ye. Allerdings wurde Johnny I Hardly Knew Ye erst 1867, also vier Jahre später, in London von Joseph B. Geoghegan veröffentlicht.

## Text
When Johnny comes marching home again

Hurrah! Hurrah!

We’ll give him a hearty welcome then

Hurrah! Hurrah!

The men will cheer and the boys will shout

The ladies they will all turn out

And we’ll all feel gay

When Johnny comes marching home.

The old church bell will peal with joy

Hurrah! Hurrah!

To welcome home our darling boy,

Hurrah! Hurrah!

The village lads and lassies say

With roses they will strew the way,

And we’ll all feel gay

When Johnny comes marching home.

Get ready for the Jubilee,

Hurrah! Hurrah!

We’ll give the hero three times three,

Hurrah! Hurrah!

The laurel wreath is ready now

To place upon his loyal brow

And we’ll all feel gay

When Johnny comes marching home.

Let love and friendship on that day,

Hurrah, hurrah!

Their choicest pleasures then display,

Hurrah, hurrah!

And let each one perform some part,

To fill with joy the warrior's heart,

And we’ll all feel gay

When Johnny comes marching home.

## Trivia
Die Rockband Guns N’ Roses zitiert When Johnny Comes Marching Home in ihrem Lied Civil War. 